# Ostzonen-Mannschaftsmeisterschaft im Schach 1949
Bei der Ostzonen-Mannschaftsmeisterschaft im Schach 1949 gewann die BSG Erich Zeigner, Leipzig die deutsche Mannschaftsmeisterschaft der Ostzone und war damit Mannschaftsmeister der Sowjetischen Besatzungszone.
Die Endkämpfe der deutschen Meisterschaft 1949 wurden im Harzstädtchen Wernigerode ausgetragen. Sechs Mannschaften spielten im Finale ein Rundenturnier mit Zehner-Mannschaften. Es war die letzte Meisterschaft der Sowjetischen Besatzungszone. Vorsitzender der Turnierleitung war Gustav Müller aus Berlin. Da zwei Mannschaften aus Sachsen-Anhalt angereist waren, wurde vor Beginn entschieden, dass nur eine Mannschaft spielberechtigt ist. Beide Mannschaften Magdeburg und Dessau durften zwar mitspielen, aber nur die Ergebnisse einer der beiden Mannschaften zählten bei der Endabrechnung für die Meisterschaft. Dieses wurde zwischen den beiden betroffenen Mannschaften durch den direkten Vergleich entschieden.

## Kreuztabelle der Mannschaftsmeisterschaft der Männer (Rangliste)
|   | Verein                       | 1     | 2     | 3     | 4     | 5     | 6     | Punkte | Gesamt |
| - | ---------------------------- | ----- | ----- | ----- | ----- | ----- | ----- | ------ | ------ |
| 1 | BSG Erich Zeigner, Leipzig   |       | 2,5   | 5,5   | (5,5) | 6,0   | 7,5   | 21,5   | (27)   |
| 2 | BSG Post-West, Magdeburg     | 5,5   |       | 3,5   | (6,5) | 6,0   | 5,5   | 20,5   | (27)   |
| 3 | KWU Fortuna, Erfurt          | 2,5   | 4,5   |       | (5,5) | 5,5   | 6,0   | 18,5   | (24)   |
| 4 | Waggonfabrik, Dessau         | (2,5) | (1,5) | (2,5) |       | (6,0) | (3,5) | --     | (16)   |
| 5 | ZSG Wittenberge, Wittenberge | 2,0   | 2,0   | 2,5   | (2,0) |       | 4,5   | 11,0   | (13)   |
| 6 | SG Einheit, Rostock          | 0,5   | 2,5   | 2,0   | (4,5) | 3,5   |       | 8,5    | (13)   |

Anmerkung: Die eingeklammerten Ergebnisse wurden nicht gewertet, da die Dessauer Mannschaft außer Konkurrenz mitspielte.

## Beste Einzelergebnisse

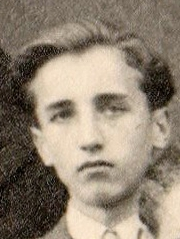
Hartmut Kauder

Der Fernschachspieler Günther Flad holte am ersten Brett seiner Wittenberger Mannschaft vier Siege und ein Unentschieden. 
Kurt Großner aus Leipzig holte als einziger Spieler 5 aus 5 (an Brett 5). 
Jüngster Teilnehmer war Jugendmeister Hartmut Kauder (Magdeburg), der am siebten Brett 4,5 Punkte erzielte.